# لئو لونگانزی
لئوپولدو لونگانزی (به ایتالیایی: Leo Longanesi)؛ (زاده ۳۰ اوت ۱۹۰۵ – درگذشته ۲۷ سپتامبر ۱۹۵۷) روزنامه‌نگار، نویسنده، نمایشنامه‌نویس و ناشر ایتالیایی بود. لونگانزی در کشورش بیشتر به خاطر آثار طنزش دربارهٔ جامعه و مردم ایتالیا شناخته می‌شود. او همچنین در سال ۱۹۴۶ انتشارات لونگانزی را در میلان تأسیس کرد و برای ایندرو مونتانلی شخصیتی شبیه به مربی بود. بین سالهای ۱۹۲۷ و ۱۹۵۰، او چندین مجله منتشر کرد که آخرین آنها یک هفته نامه فرهنگی و طنز با جهت‌گیری محافظه‌کارانه است.

## زندگی‌نامه
لئو که در بانیاکاوالو به دنیا آمد. در سال ۱۹۱۱، زمانی که لئو ۶ ساله بود، خانواده‌اش به بولونیا نقل مکان کردند و در معتبرترین مدرسه تحصیل کرد و زبان فرانسه را در دبیرستان گالوانی آموخت. در سال ۱۹۲۰، لئو اولین برگه چاپی خود را به نام مارکیز در سن ۱۵ سالگی نوشت. او سپس در ماهنامه‌های زیبالدوه د جووانی (۱۹۲۱)، تورو (۱۹۲۳) و Il دومینیو (۱۹۲۴) نوشت که جوانی و سبک نوشتن او توجه را به خود جلب کرد. او پس از دبیرستان، مدرک لیسانس حقوق را در دانشگاه بولونیا گرفت. پس از دانشگاه، لونگانزی با پیوستن به نخبگان دنیوی شهر، کافه‌های ادبی و میخانه‌های شبانه، حلقه‌های اجتماعی خود را توسعه داد. او با روشنفکران برجسته‌ای مانند گالوانو دلا ولپه، جورجو موراندی و وینچنزو کاردارلی، و با سیاستمداران جوان در حال ظهور مانند لئاندرو آرپینتی، دینو گراندی و ایتالو بالبو دوست شد.

## زندگی شخصی
در ۱۸ فوریه ۱۹۳۹، اندکی پس از بسته شدن اومنباس، لونگانزی با ماریا اسپادینی، دختر آرماندو اسپادینی، که او را از طریق وینچنزو کاردارلی، روزنامه‌نگار سابق ل‌ایتالیانو می‌شناخت، ازدواج کرد. لونگانزی دارای سه فرزند شد: ویرجینیا (متولد ۱۹ دسامبر ۱۹۳۹)، کاترینا (متولد ۲۵ دسامبر ۱۹۴۱) و پائولو (متولد ۶ آوریل ۱۹۴۵).